# Uria, Olt
Uria este un sat în comuna Sprâncenata din județul Olt, Muntenia, România. Este așezat pe malul Oltului în apropiere este microhidrocentrala  Frunzaru, se cultivă orez.
Denumirea localității vine de la un boier pe nume Urianu.
 Acest articol despre o localitate din județul Olt este deocamdată un ciot. Puteți ajuta Wikipedia prin completarea lui.

Sat de o frumusețe rară cu păduri verzi de foioase, străbătut de râul Cungrea și cu celebrul copac,Tecul de la Ionicesti.